# Motilibacter aurantiacus
Motilibacter aurantiacus es una bacteria grampositiva del género Motilibacter. Fue descrita en el año 2021. Su etimología hace referencia al color naranja. Es aerobia y móvil. Tiene un tamaño de 0,8-1,4 μm de ancho por 1,7-3,1 μm de largo. Forma colonias de color naranja, circulares, opacas, convexas y con márgenes enteros. Temperatura de crecimiento entre 15-40 °C, óptima de 37 °C. Catalasa positiva y oxidasa negativa. Tiene un genoma de 4,59 Mpb y un contenido de G+C de 71,4%. Se ha aislado de suelo desértico en Pakistán. 